# Conde de Penalva de Alva
Conde de Penalva de Alva é um título nobiliárquico criado por D. Luís I de Portugal, por Decreto de 14 de Outubro de 1886, em favor de Eugénia Henriqueta Alves Travassos Valdez, viúva do 1.º Visconde de Penalva de Alva, por elevação do título de seu falecido marido.
Titulares
1. Eugénia Henriqueta Alves Travassos Valdez, 1.ª Condessa de Penalva de Alva.

Após a Implantação da República Portuguesa, e com o fim do sistema nobiliárquico, usaram o título: 
1. José Rodrigues Valdez Penalva, 2.º Conde de Penalva de Alva;
2. José de Castelo Branco Penalva, 3.º Conde de Penalva de Alva.